# Mirande
Mirande is een gemeente in het Franse departement Gers (regio Occitanie). De gemeente telde 3.442 inwoners op 1 januari 2022. De plaats is de onderprefectuur van het arrondissement Mirande.

## Geografie
De oppervlakte van Mirande bedroeg op 1 januari 2022 23,42 vierkante kilometer; de bevolkingsdichtheid was toen 147 inwoners per km².
De onderstaande kaart toont de ligging van Mirande met de belangrijkste infrastructuur en aangrenzende gemeenten.

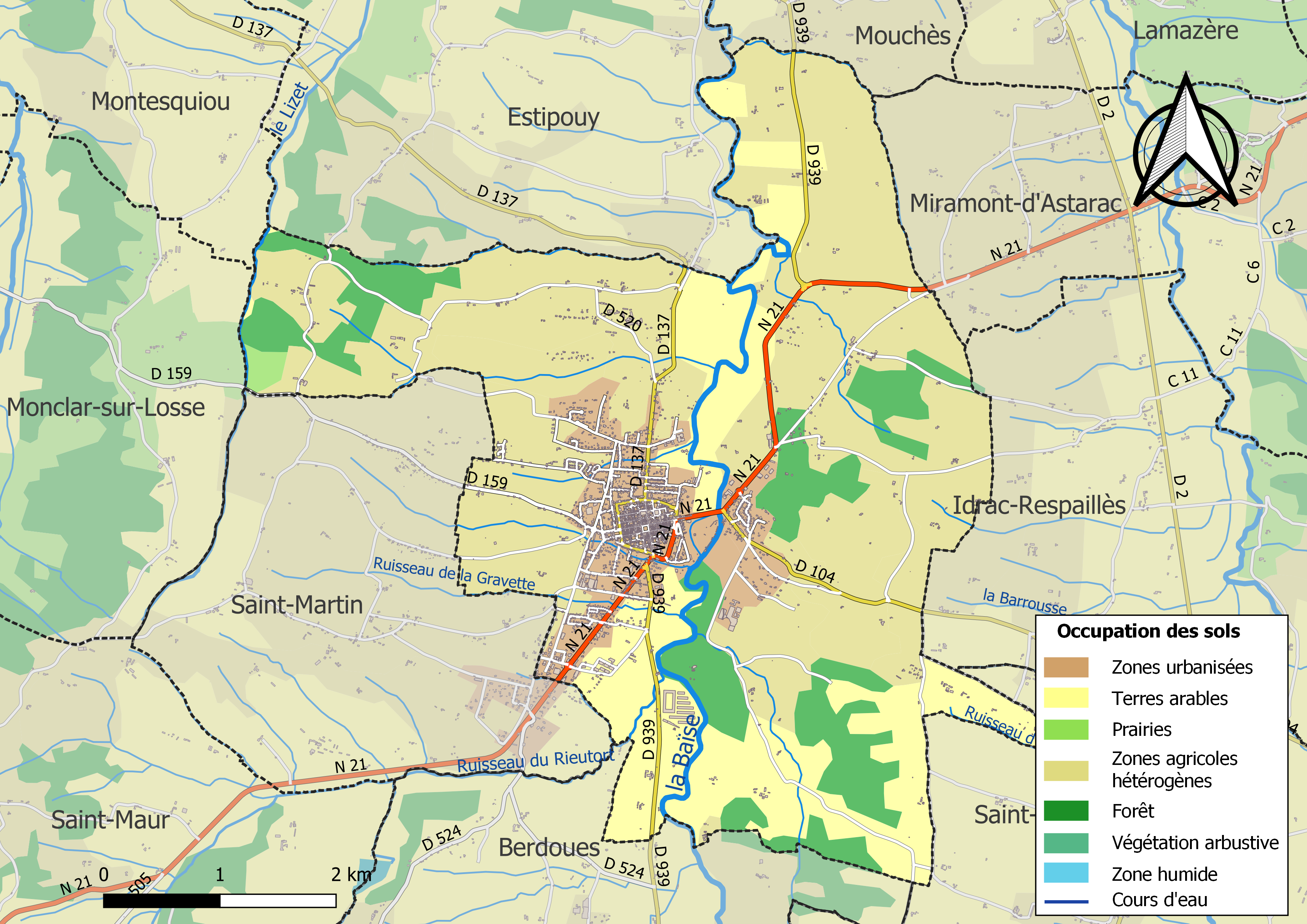

## Geschiedenis
Talrijke prehistorische vindplaatsen en tumuli in de omgeving bewijzen de vroege bewoning.
Mirande is een bastide uit de 13e eeuw, opgericht door de graaf van Astarac en de Abdij van Berdoues op de linkeroever van de Grande Baïse. Mirande kreeg een stadsmuur van 1560 meter met daarin vier poorten.
Graaf Bernard IV van Astarac en zijn zoon Centulle III wilden hun hoofdstad verplaatsen van Simorre naar Mirande en bouwden daarom een kasteel buiten de stadsmuren en een stadskasteel binnen de muren. De Tour de Rohan, een 19 meter hoge, vierkante bakstenen toren uit de 13e en 14e eeuw is een overblijfsel van dit stadskasteel.
Mirande was korte tijd een bisdom. In 1410 werd begonnen met de bouw van de gotische kathedraal. Dit bouwwerk moest ingepast worden in de structuur van de bastide met rechte huizenblokken. De toren van de kathedraal deed dienst als wachttoren.
Aan het begin van de 19e eeuw werd de stadsmuur voor een groot deel afgebroken. Van de stadsmuur is nog ongeveer 500 meter bewaard.

## Demografie
Onderstaande figuur toont het verloop van het inwonertal (bron: INSEE-tellingen).

## Afbeeldingen

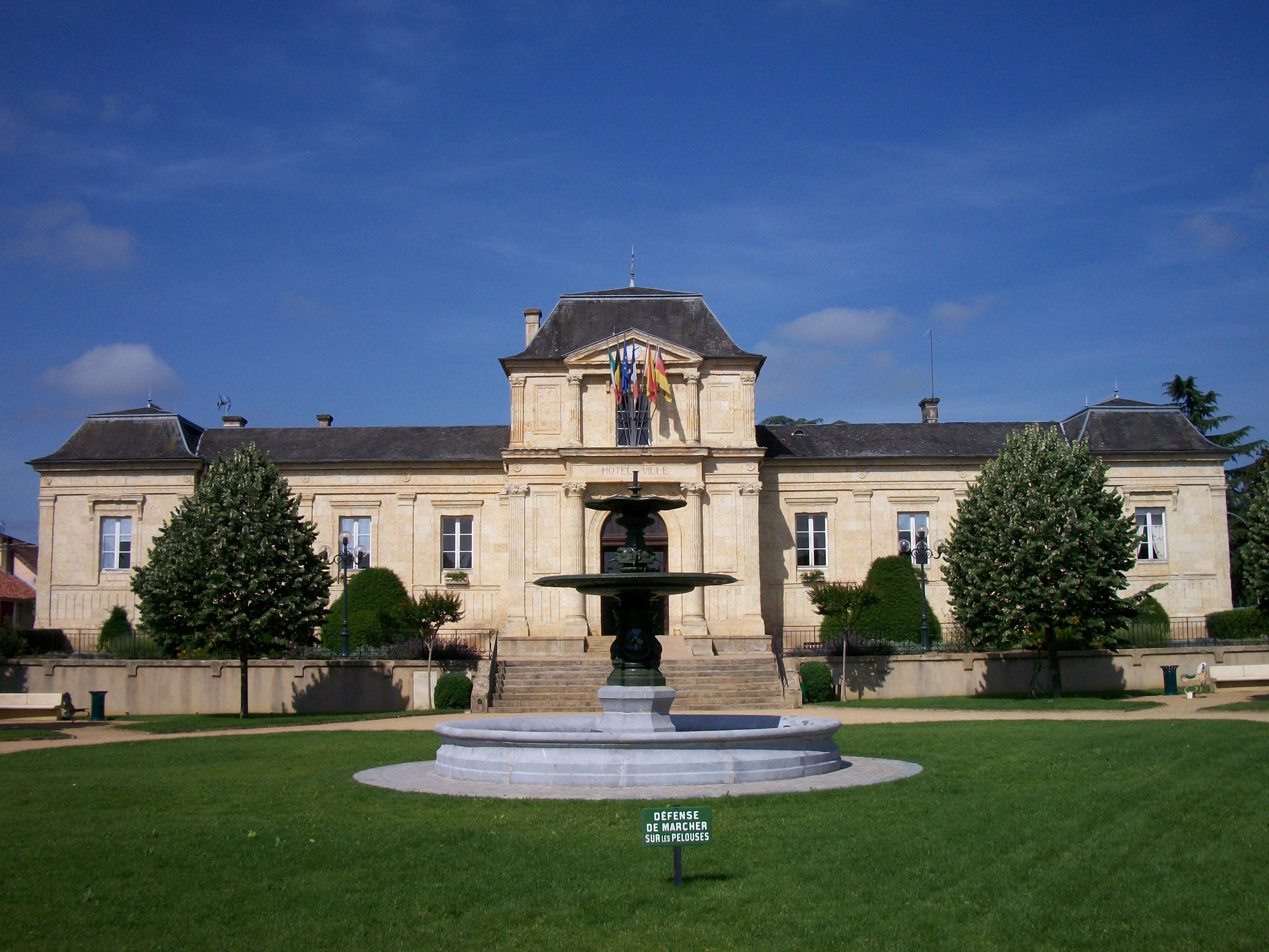
Stadhuis
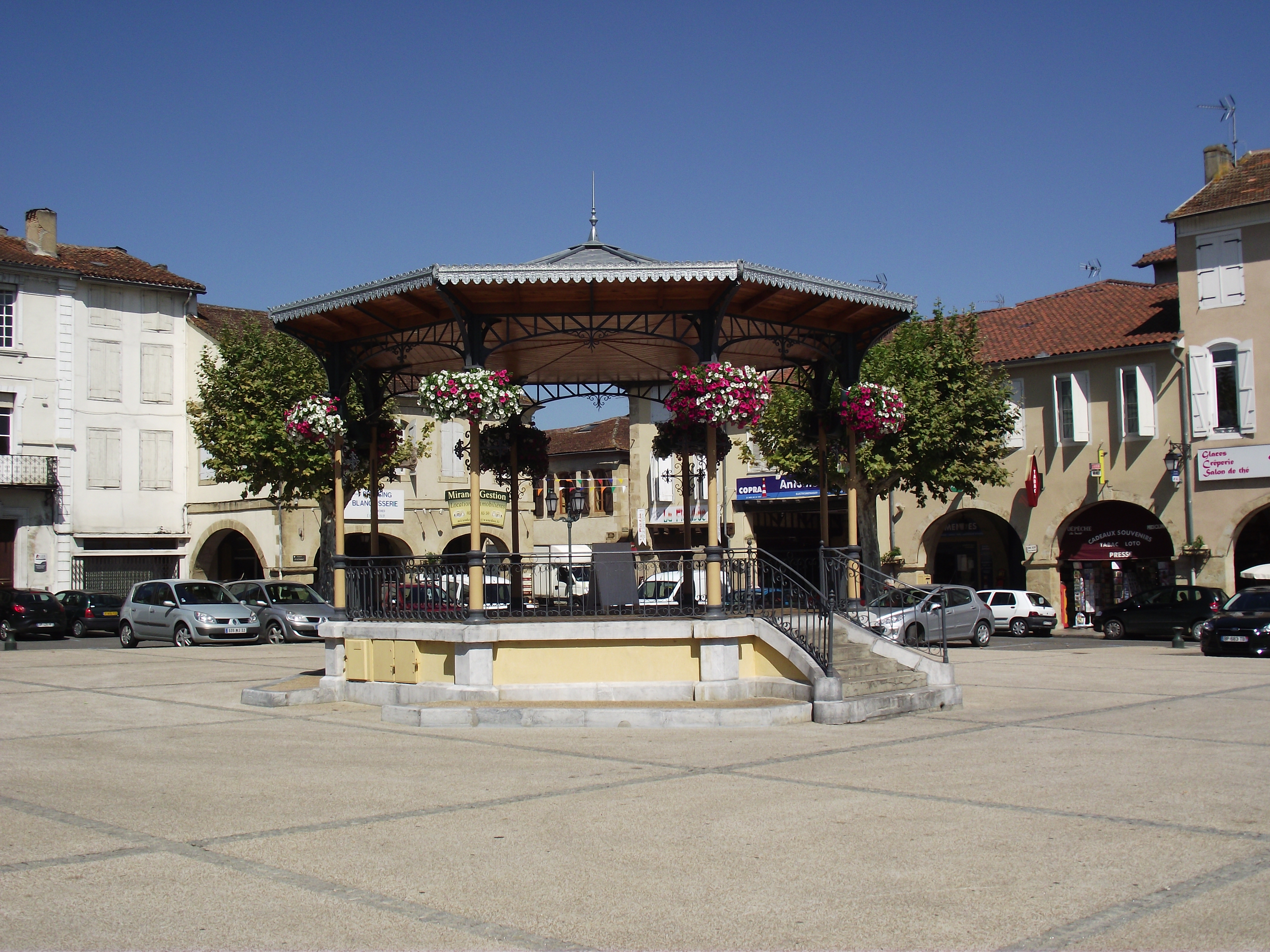
Place d'Astarac
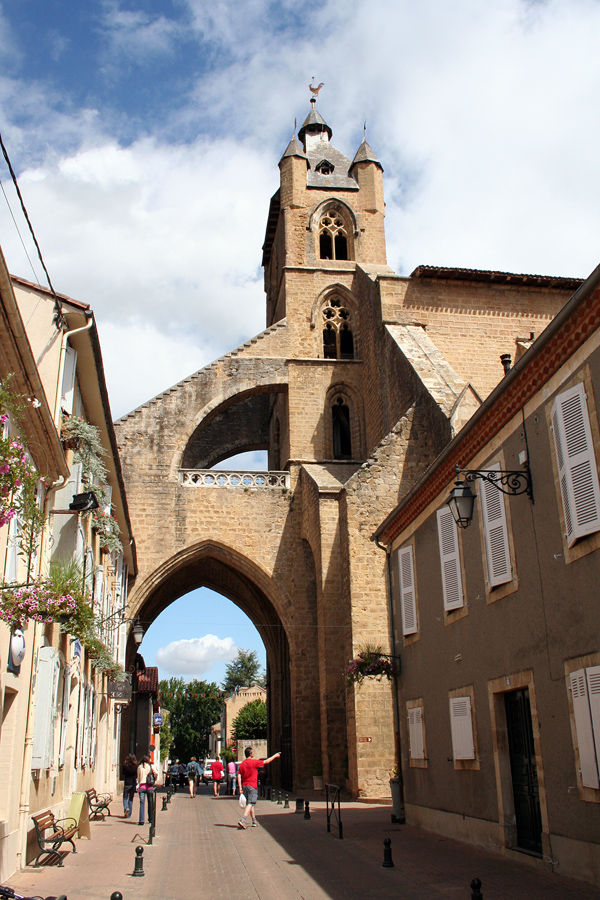
Kathedraal Sainte-Marie
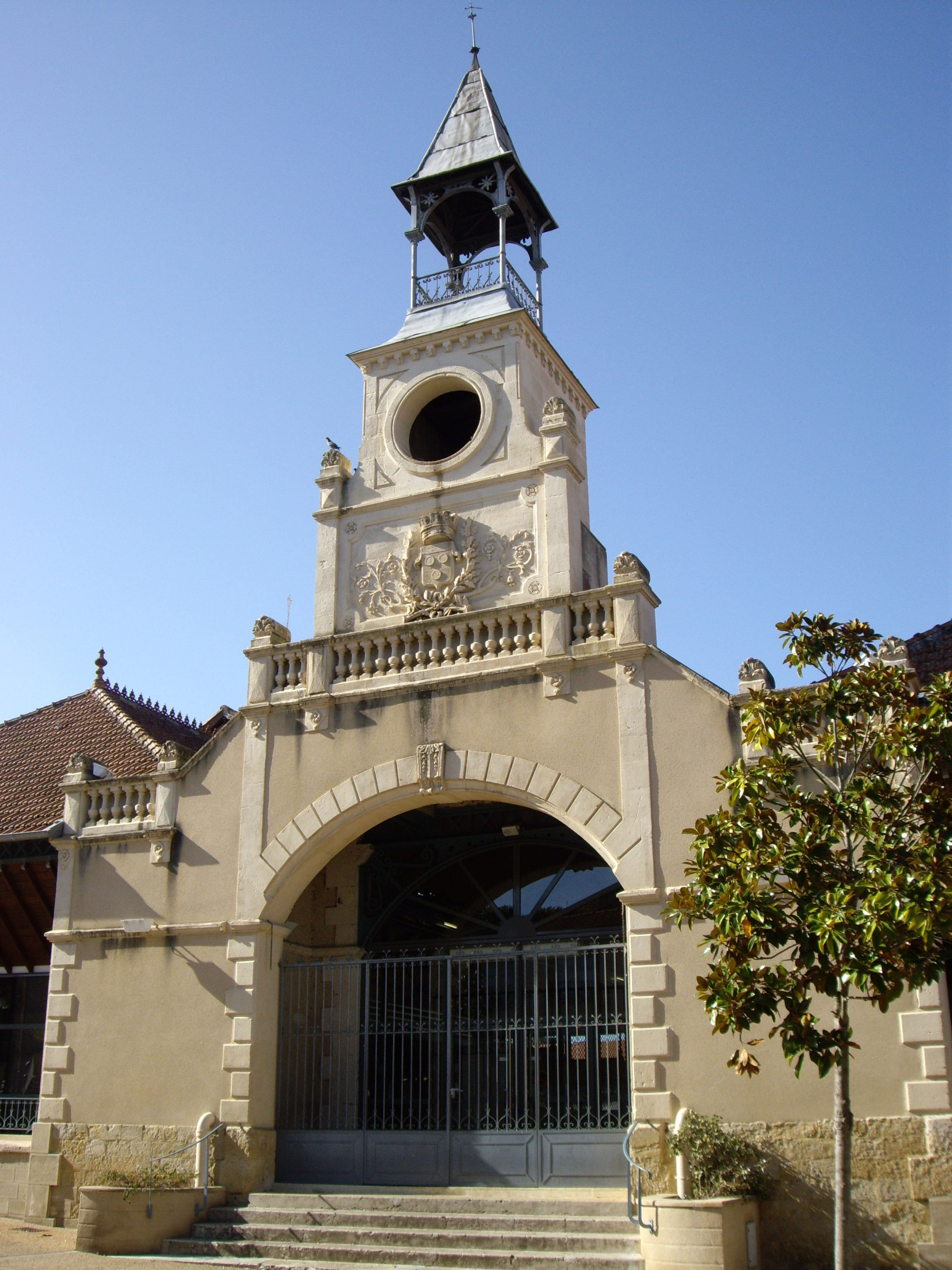
Markthal
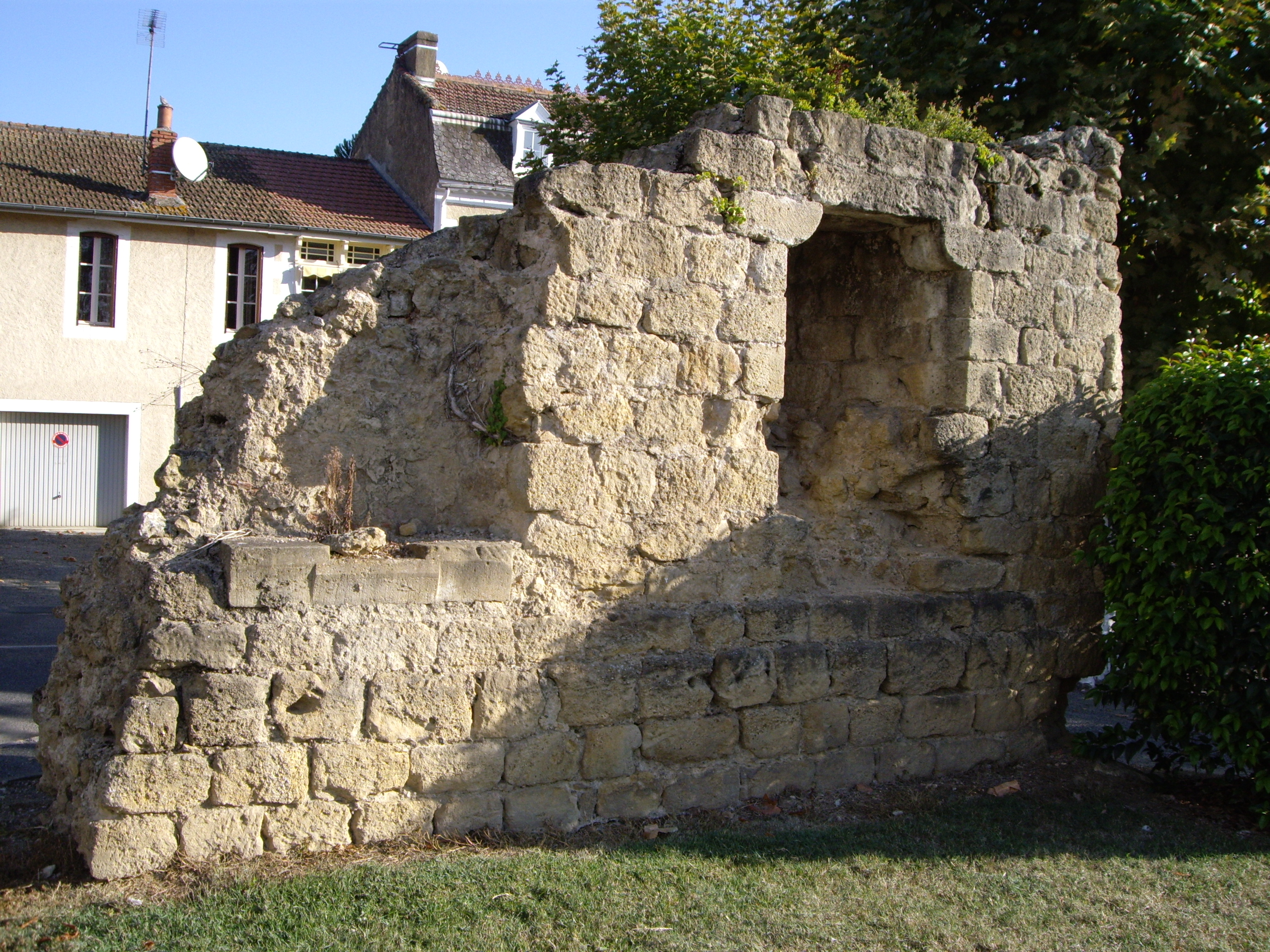
Restanten van vestingwerken, Place de la République